# Gladovec Kravarski
Gladovec Kravarski – wieś w Chorwacji, w żupanii zagrzebskiej, w gminie Kravarsko. W 2011 roku liczyła 199 mieszkańców.